# ロビバイト
ロビバイト (robibyte）は、コンピュータの記憶容量や記憶装置の大きさを表す情報。RiBと略記される。
1 RiB = 290 B = 1,237,940,039,285,380,274,899,124,224B
ロナバイトと違い、千𥝱バイトという意味では使えない。